# Travon Walker
Pour les articles homonymes, voir Walker.
(en) Statistiques sur pro-football-reference
Yury Travon Walker, né le 18 décembre 2000 à Thomaston (Géorgie), est un joueur américain de football américain qui évolue au poste de defensive end en National Football League (NFL) pour la franchise des Jaguars de Jacksonville.
Auparavant, il avait joué au niveau universitaire pour les Bulldogs de la Géorgie (2019-2021) au sein de la NCAA Division I FBS.

## Biographie

### Jeunesse
Walker étudie au lycée Lycée Upson-Lee (en) de Thomaston en Géorgie y joue au football américain et est sélectionné pour jouer le All-American Bowl lycéen (en) 2019. 
Il se lie ensuite avec l'université de Géorgie qui lui accorde une bourse universitaire,.

### Carrière universitaire
En tant que freshman chez les Bulldogs de la Géorgie en 2019, Walker joue 12 matchs et compile 15 plaquages et 2½ sacks. L'année suivante (sophomore), il dispute neuf matchs enregistrant un total de 13 plaquages, un sack et une interception,.
Pour son année junior, il joue au poste de defensive tackle et remporte le College Football Championship Game 2022.
Il déclare ensuite faire l'impasse sur son année senior pour se présenter à la draft 2022 de la NFL.

### Carrière professionnelle
| Taille             | Poids           | Bras            | Main            | Sprint   | Sprint   | Sprint   | Shuttle 20 yards | 3 cones drill | Détente         | Détente             | Développé couché | Test Wonderlic |
| Taille             | Poids           | Bras            | Main            | 40 yards | 10 yards | 20 yards | Shuttle 20 yards | 3 cones drill | verticale       | horizontale         | Développé couché | Test Wonderlic |
| 1,96 m (6 ft 5 in) | 123 kg (272 lb) | 90 cm (35 ½ in) | 27 cm (10 ¾ in) | 4,51 s   | 1,54 s   | 2,62 s   | 4,32 s           | 6,89 s        | 90 cm (35 ½ in) | 3,12 m (10 ft 3 in) | -                | -              |

Le 28 avril 2022, Walker est sélectionné en premier choix global lors de la draft 2022 de la NFL par la franchise des Jaguars de Jacksonville.

## Statistiques
| Année       | Équipe                 | Statut      | MJ |       | Plaquages | Plaquages | Plaquages | Plaquages |       | Interceptions | Interceptions | Interceptions | Interceptions |  | Fumbles | Fumbles |
| Année       | Équipe                 | Statut      | MJ | Total | Seul      | Ast.      | Sacks     | Nb.       | Yards | Déf.          | TD            | Nb.           | Rec.          |  |         |         |
| 2019        | Bulldogs de la Géorgie | Fr.         | 09 | 15    | 09        | 06        | 2,5       | 0         | 0     | 1             | 0             | 0             | 0             |  |         |         |
| 2020        | Bulldogs de la Géorgie | So.         | 07 | 13    | 06        | 07        | 1,0       | 1         | 0     | 0             | 0             | 0             | 1             |  |         |         |
| 2021        | Bulldogs de la Géorgie | Jr.         | 13 | 33    | 17        | 16        | 6,0       | 0         | 0     | 2             | 0             | 1             | 0             |  |         |         |
| Totaux NCAA | Totaux NCAA            | Totaux NCAA | 29 | 61    | 32        | 29        | 9,5       | 1         | 0     | 3             | 0             | 1             | 1             |  |         |         |

## Trophées et récompenses
- Meilleur freshman de la Southeastern Conference (SEC) en 2019 :
- Champion national 2021 et vainqueur du College Football Championship Game 2022.